# Ульба
Ульба́ (каз. Үлбі) — селище у складі Ріддерської міської адміністрації Східноказахстанської області Казахстану.
Населення — 276 осіб (2009; 216 у 1999, 263 у 1989).
Станом на 1989 рік селище мало статус селища міського типу.